# Список замків Італії

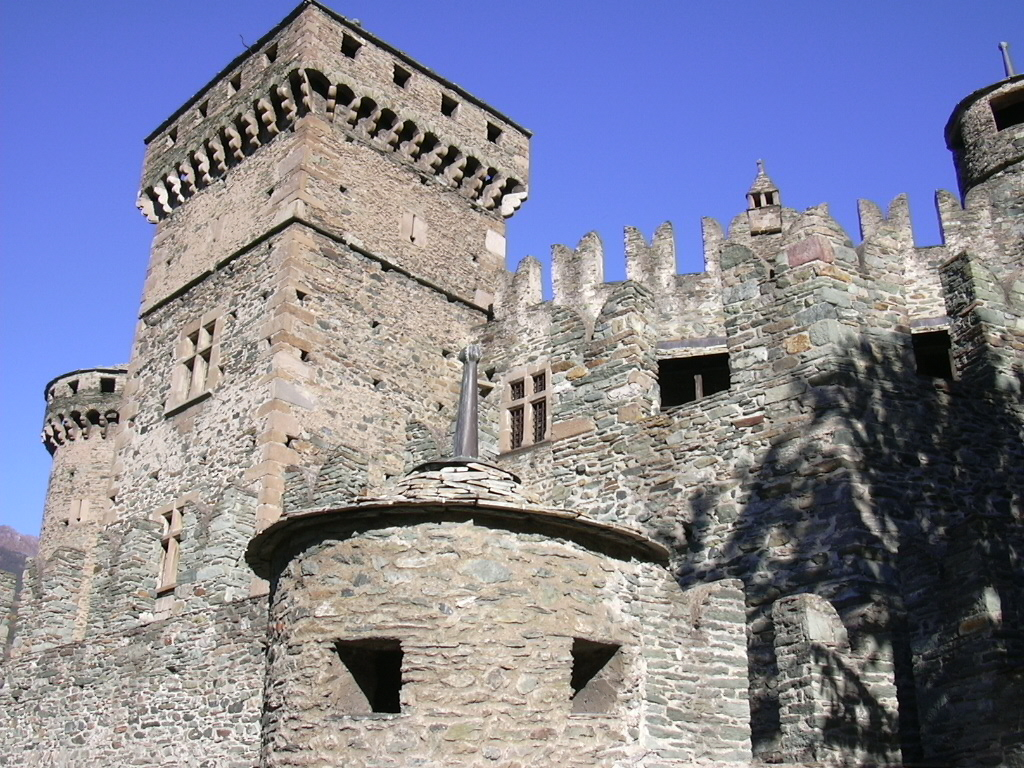
Замок Феніс, північна Італія

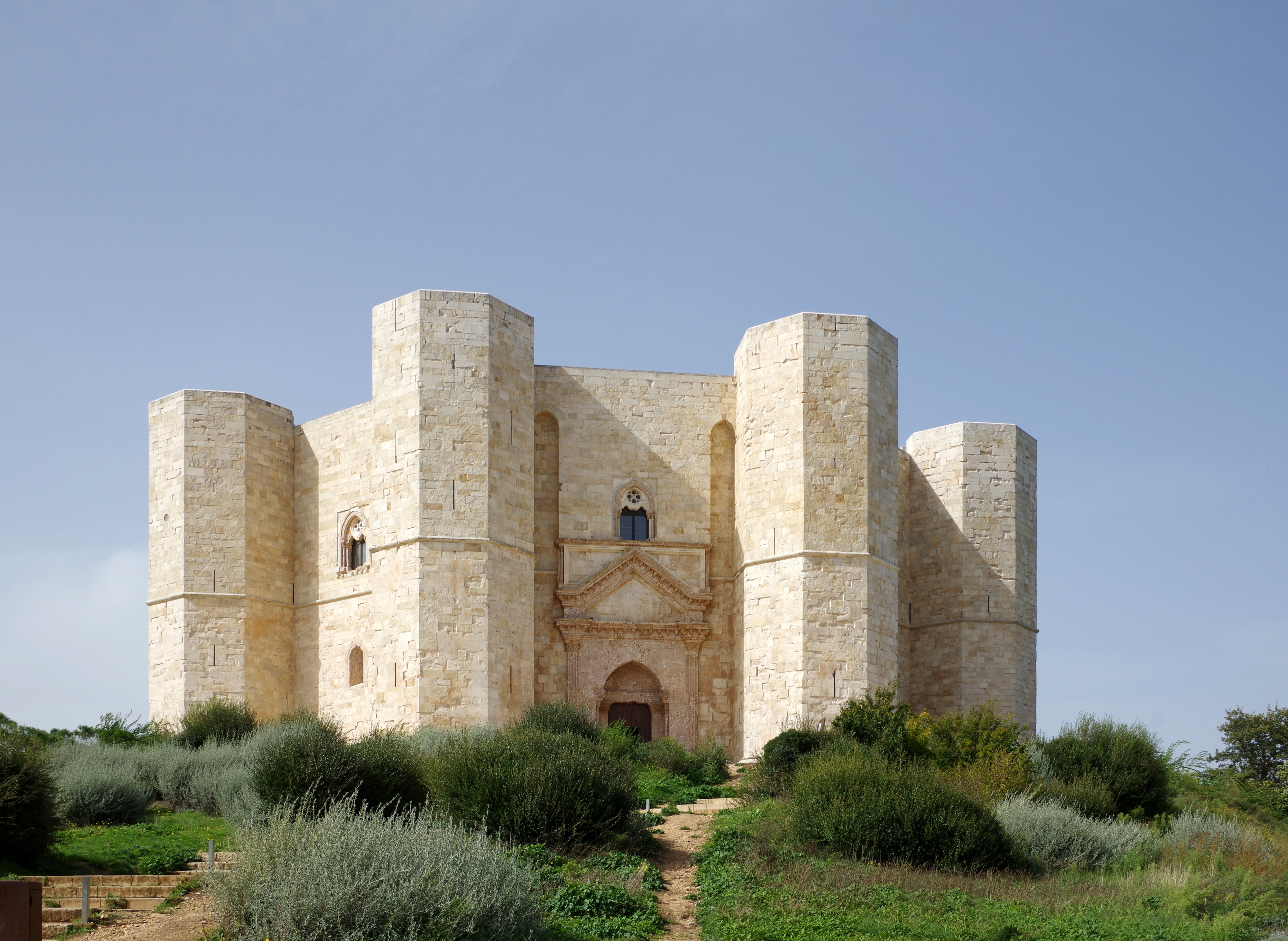
Замок на горі (Castel Del Monte)

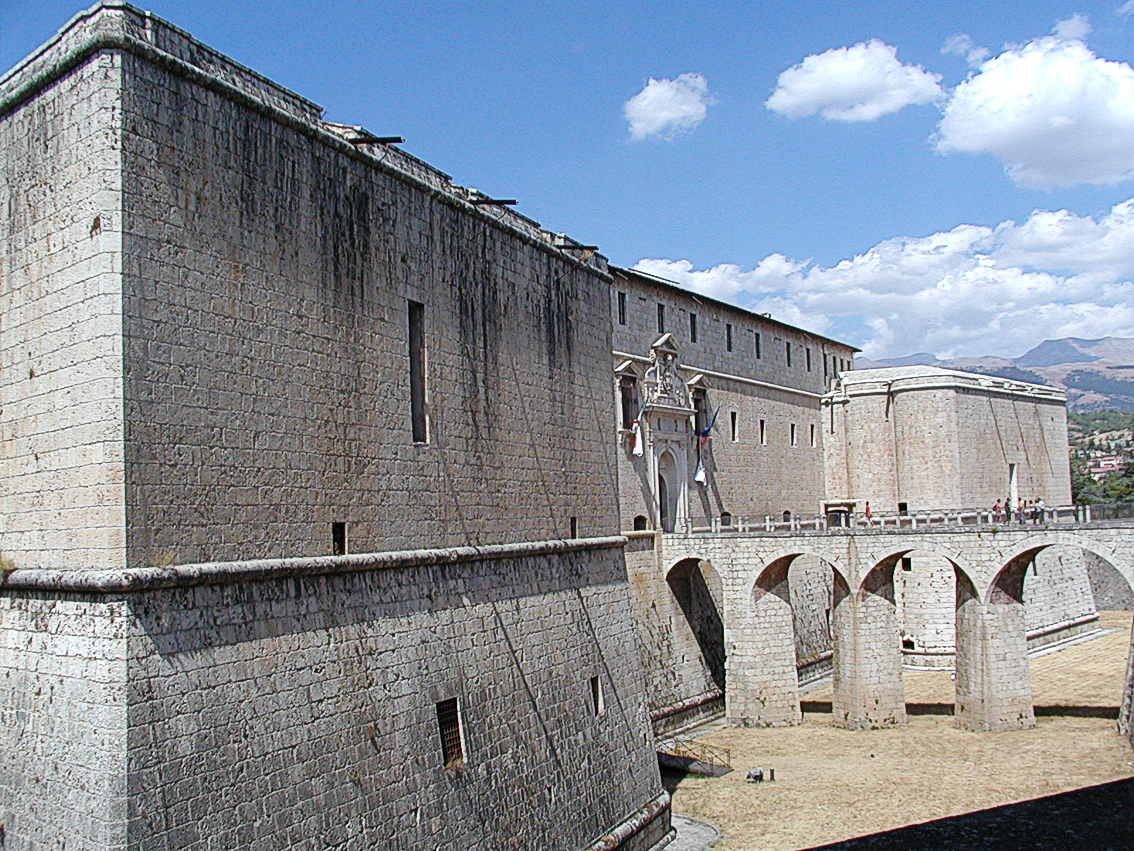
Іспанська фортеця, л'Aквіла, Абруццо

Замки Італії, список  — перелік середньовічних і ренесансних фортечних споруд за регіоном Італії.

## Провінція Барлетта-Андрія-Трані
- Кастель-дель-Монте (замок)

## Провінція Барі

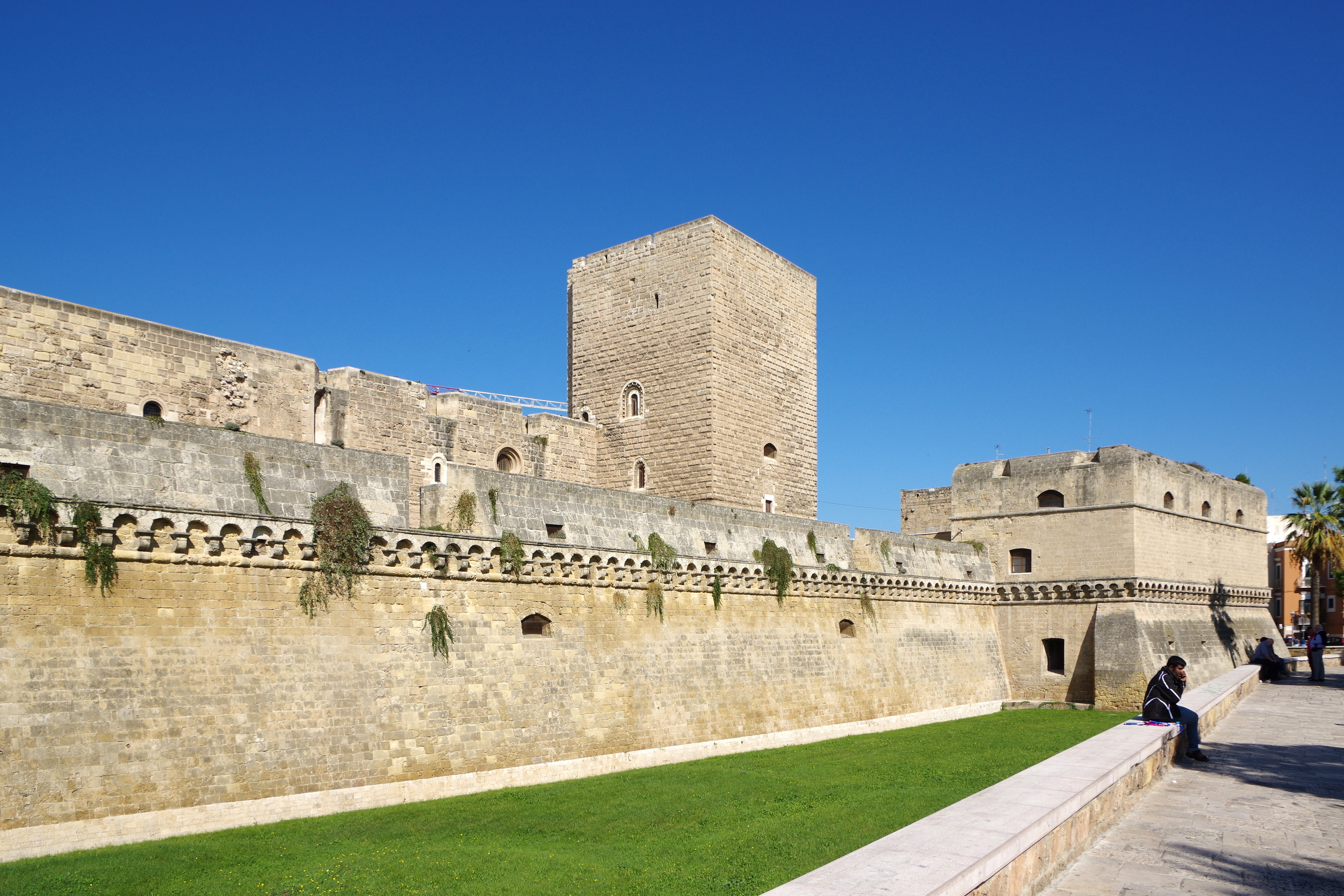
Замок Барі (Castello di Bari)

- Замок Бальсільяно (Castello Balsigliano)
- Замок ді-Барі (Castello di Bari)
- Замок ді-Карбонара (Castello di Carbonara)
- Замок ді-Чельє-дель-Кампо (Castello di Ceglie del Campo)
- Замок Маркьоне (Castello Marchione)
- Замок Мола-ді-Барі (Castello Mola di Bari)
- Замок ді-Монополі (Castello di Monopoli)
- Замок дель-Монте (Castel del Monte)
- Замок Саммікеле-ді-Барі (Castello Sammichele di Bari)
- Замок Саннікандро-ді-Барі (Castello Sannicandro di Bari)
- Замок ді-Трані (Castello di Trani)

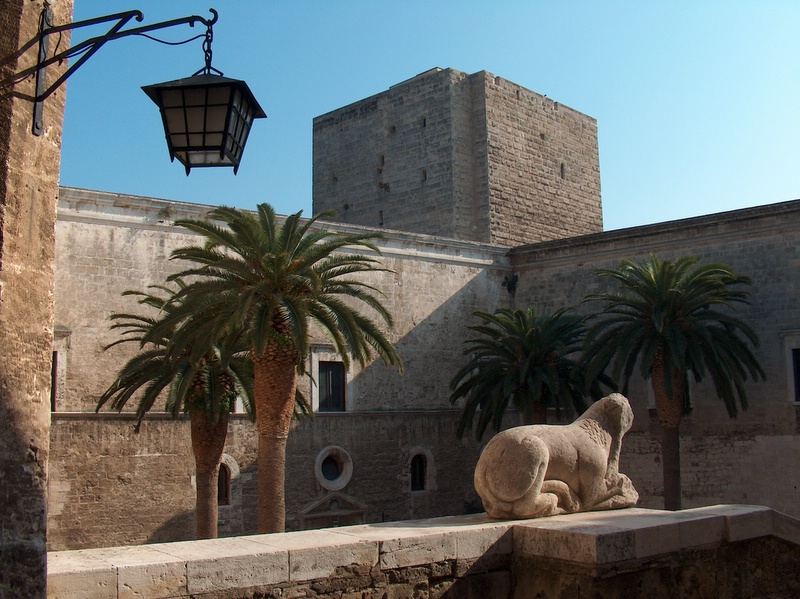
Замок Барі (Castello di Bari)]], внутрішній дворик
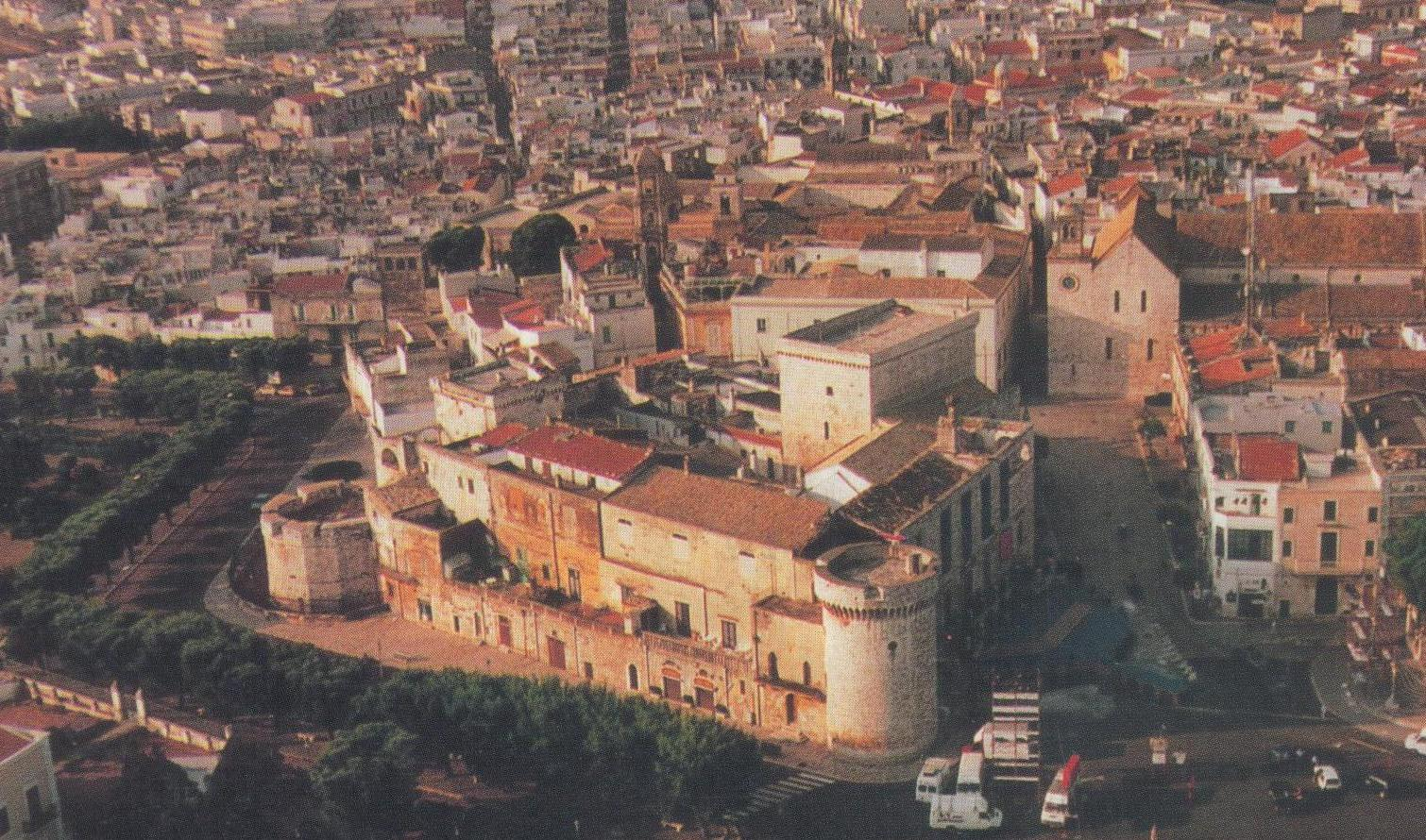
Замок Конверсано
Замок Маркьоне, перебудований в палац на бастіонах

## Провінція Бріндізі
- Замок ді-Цельє-Массапіка (Castello di Ceglie Messapica)
- Замок Дентіче-ді-Фрассо (Castello Dentice di Frasso)
- Замок ді-Маре (Castello di Mare)
- Замок ді-Остуні (Castello di Ostuni)
- Замок Свево (Castello Svevo)
- Замок ді-Терра (Castello di Terra)

## Провінція Лечче
- Замок ді-Акайя (Castello di Acaya)
- Замок ді-Кастро (Castello di Castro)
- Замок ді-Копертіно (Castello di Copertino)
- Замок ді-Коріл'яно-д'Отранто (Castello di Corigliano d'Otranto)
- Замок ді-Галліполі (Castello di Gallipoli)
- Замок Гваріні (Castello Guarini)
- Замок ді-Лечче (Castello di Lecce)
- Замок Моначі (Castello Monaci)
- Замок ді-Отранто (Castello di Otranto)

## Провінція Таранто
- Арагонський замок (Castello Aragonese — Sant'Angelo)
- Замок ді-Аветрана (Castello di Avetrana)
- Замок ді-Гротальє (Castello di Grottaglie)
- Замок ді-Лепорано (Castello di Leporano)
- Замок ді-Монтепарано (Castello di Monteparano)
- Замок ді-Пульсано (Castello di Pulsano)
- Замок ді-Раймонделло (Castello di Raimondello)
- Замок ді-Сан-Джорджо-Іоніко (Castello di San Giorgio Ionico)

## Провінція Фоджа
- Замок ді-Апрічена (Castello di Apricena)
- Замок ді-Бовіно (Castello di Bovino)
- Замок ді-Драгонара (Castello di Dragonara)
- Замок ді-Фіорентіно (Castello Fiorentino)

- Замок ді-Люцера (Castello di Lucera)
- Замок ді-Манфредонія (Castello di Manfredonia)
- Замок Монте-Сан-Анджело (Castello di Monte Sant'Angelo)
- Замок Пагано (Castel Pagano)

- Замок ді-Пескічі (Castello di Peschici)
- Замок ді-Сант-Агата-ді-Пулія (Castello di Sant'Agata di Puglia)
- Замок Свево-Анджионіо (Castello Svevo-Angioino)
- Замок ді-Вьєсте (Castello di Vieste)

## Провінція Бібо-Валентія
- Замок ді-Арена-По (Castello di Arena Po)
- Замок ді-Бівона (Castello di Bivona)
- Замок Галлупі (Castello Galluppi)
- Замок ді-Монтелеоне (Castello di Monteleone)
- Замок ді-Мюрат (Castello di Murat)
- Замок Руффо (Castello Ruffo)

## Провінція Катанадзаро
- Замок дей-Конті-д'Аквіно (Castello dei Conti d'Aquino)
- Замок ді-Майда (Castello di Maida)
- Замок ді-Таверна-Векья (Castello di Taverna Vecchia)
- Замок дель-Вальо (Castello del Vaglio)

## Провінція Козенца

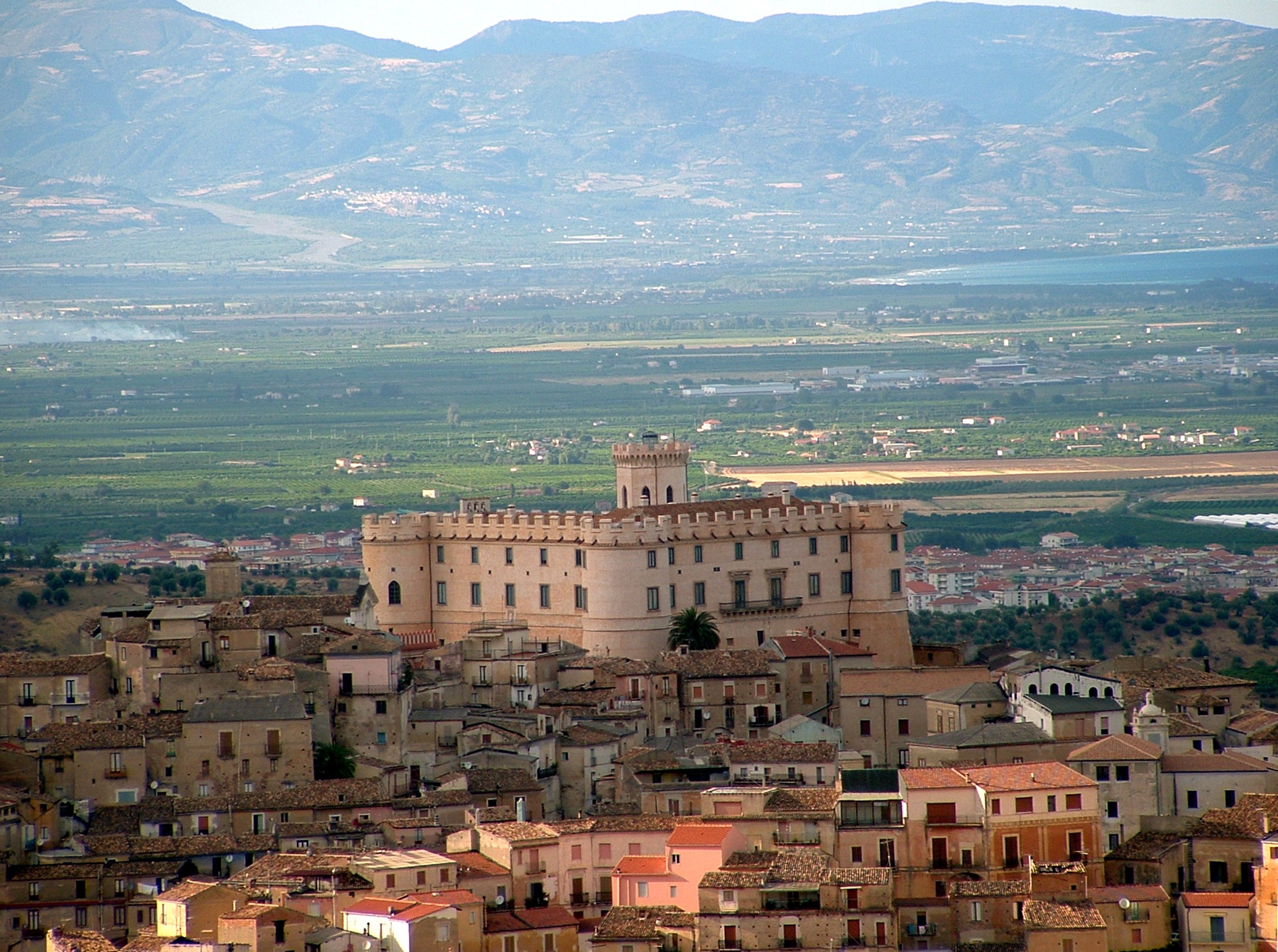
Замок Корільяно (Castello di Corigliano)

- Замок Анджойно-Арагонезе (Castello Angioino Aragonese)
- Замок ді-Корільяно (Castello di Corigliano)
- Замок ді-Розетто-Капо-Спуліко (Castello di Roseto Capo Spulico)
- Замок Сан-Мауро (Castello San Mauro)

## Провінція Кортоне
- Замок ді-Каччурі (Castello di Caccuri)
- Замок ді-Карло V (Castello di Carlo V)
- Замок дель-Гаудіо (Castello del Gaudio)
- Замок Гвіскардо (Castello Guiscardo)
- Замок ді-Ле-Костелла (Castello di Le Castella)

## Провінція Реджо-Калабрія
- Замок Альвафьюмара (Castello Altafiumara)
- Замок Паліцци (Castello Palizzi)
- Замок Пелікано (Castello Pellicano)
- Замок Руффо (Castello Ruffo)

## Провінція Терамо
- Замок Манфріно, Валле-Кастеллана (Castel Manfrino), Valle Castellana

## Провінція Турин
- Замок дукале-ді-Альє (Castello ducale di Agliè)
- Замок ді-Авільяна (Castello di Avigliana)
- Каструм-Кандія (Castrum Candia)
- Замок ді-Кастелламонте (Castello di Castellamonte)
- Замок ді-Івреа (Castello di Ivrea)
- Замок ді-Монкрівелло (Castello di Moncrivello)
- Замок ді-Монтальто-Дора (Castello di Montalto Dora)
- Замок делла-Манта (Castello della Manta)
- Замок ді-Одзенья (Castello di Ozegna)
- Замок ді-Павоне-Канавезе (Castello di Pavone Canavese)
- Замок ді-Вальперга (Castello di Valperga)
- Замок ді-Мацце (Castello di Mazzè)
- Замок дель-Валентіно (Castello del Valentino)
- Замок ді-Віллар-Дора (Castello di Villar Dora)
- Замок ді-Ріволі (Castello di Rivoli)

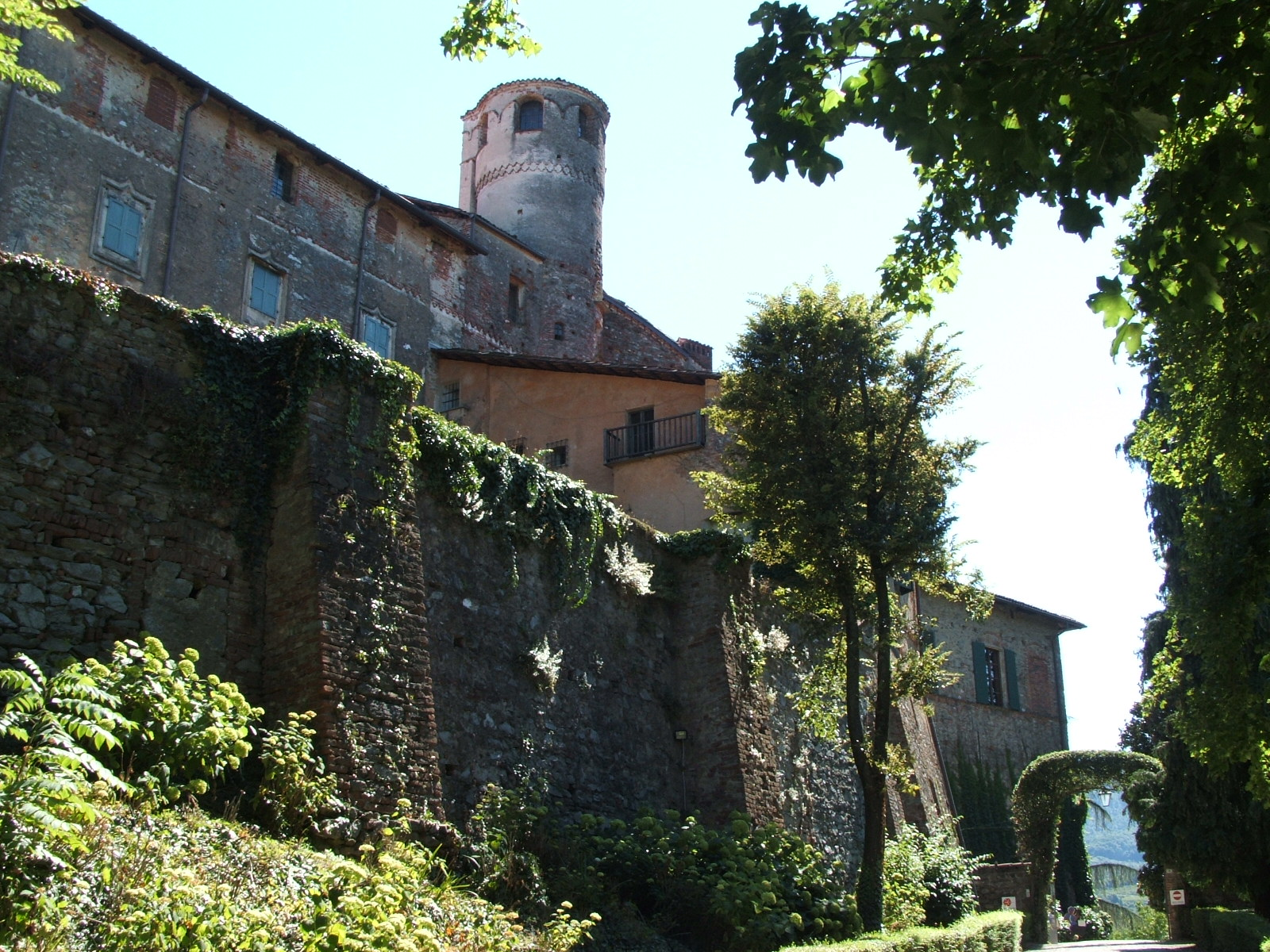
Замок делла-Манта 12-15 ст.

## Провінція Ареццо
- Замок ді-Баттіфоле (Castello di Battifolle)
- Замок ді-Ченніна (Castello di Cennina)
- Замок Каттані (Castello Cattani)
- Замок ді-Фрондзола (Castello di Fronzola)
- Замок ді-Гаргонца (Castello di Gargonza)
- Замок ді-Гресса (Castello di Gressa)
- Замок ді-Монтауто (Castello di Montauto)
- Замок ді-Монтеччо-Веспоні (Castello di Montecchio Vesponi)
- Замок ді-Монтеміньяо (Castello di Montemignaio)
- Замок ді-Пьєрле (Castello di Pierle)
- Замок ді-Порчіано (Castello di Porciano)
- Замок ді-Ранко (Castello di Ranco)
- Замок ді-Ромена (Castello di Romena)
- Замок ді-Рондіне (Castello di Rondine)

## Провінція Гроссето
- Замок ді-Істія-д'Омброне (Castello di Istia d'Ombrone
- Замок ді-Монтемассі (Castello di Montemassi)
- Замок ді-Рокетте-ді-Фазіо (Castello di Rocchette di Fazio)
- Замок ді-Скарліно (Castello di Scarlino)

## Провінція Ліворно
- Фортецца-Век'я (Fortezza Vecchia)

## Марке. Монтефельтро

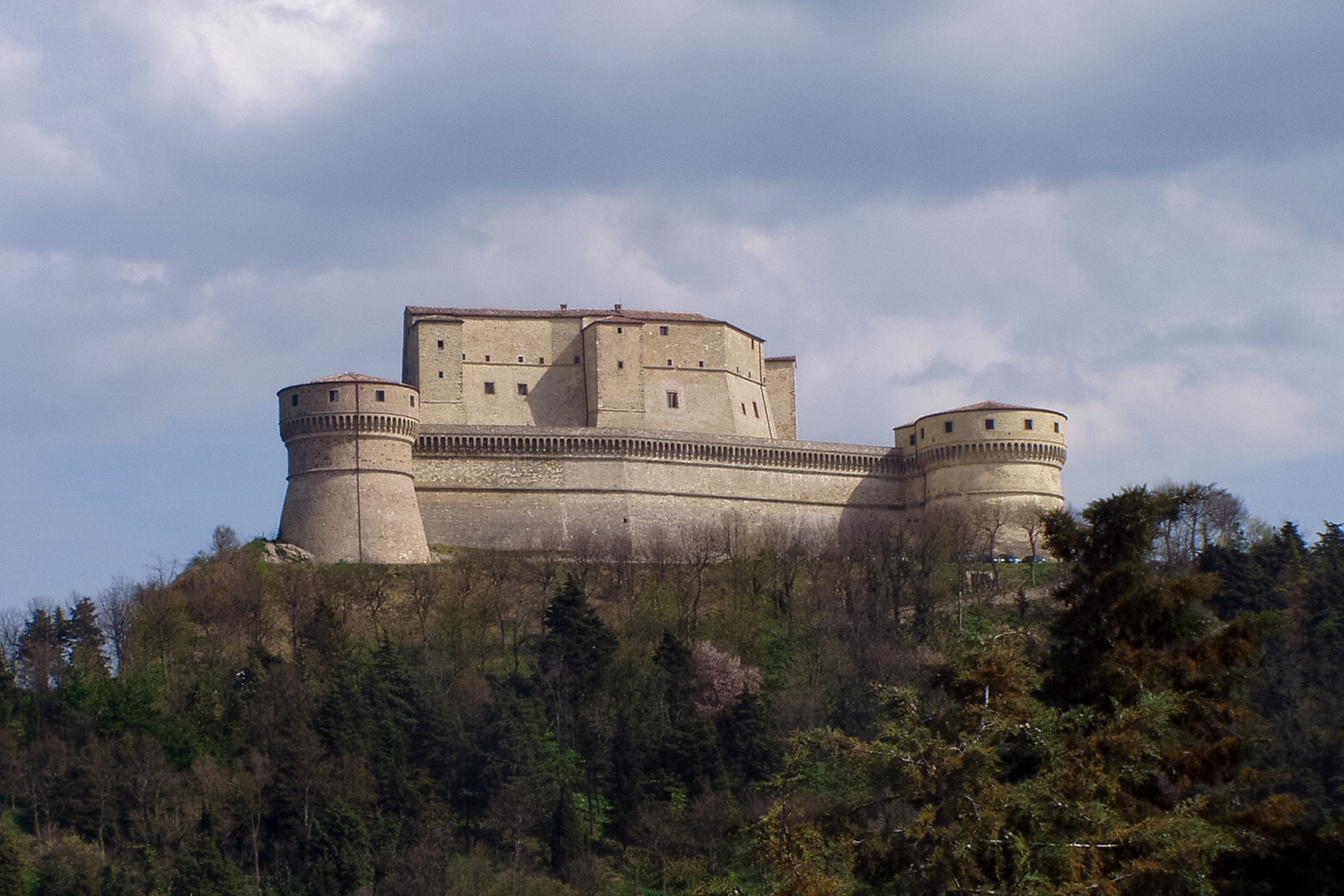
Фортеця Сан-Лео

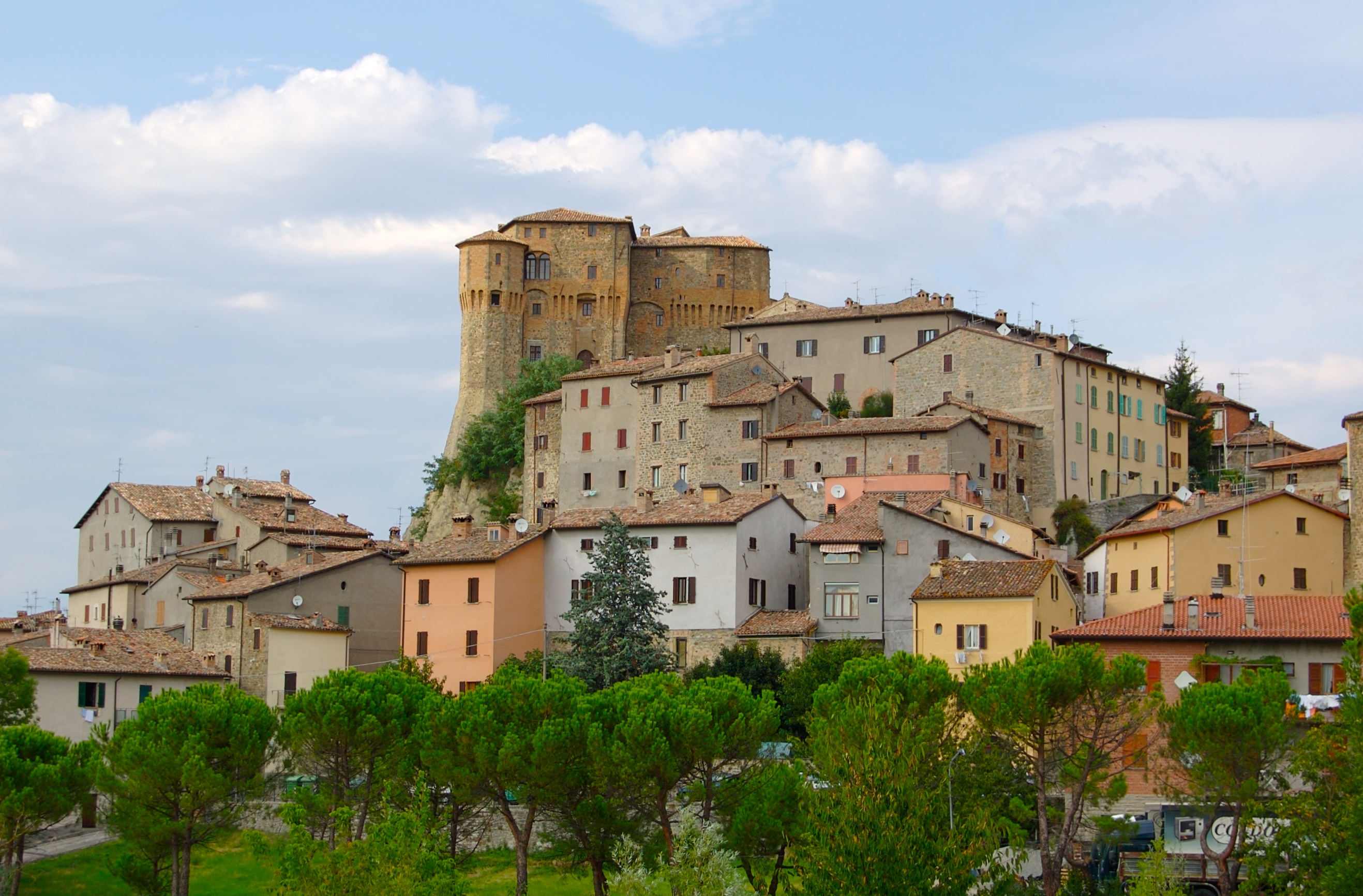
Замок Фрегосо-у-Сант-Агата-Фельтрія

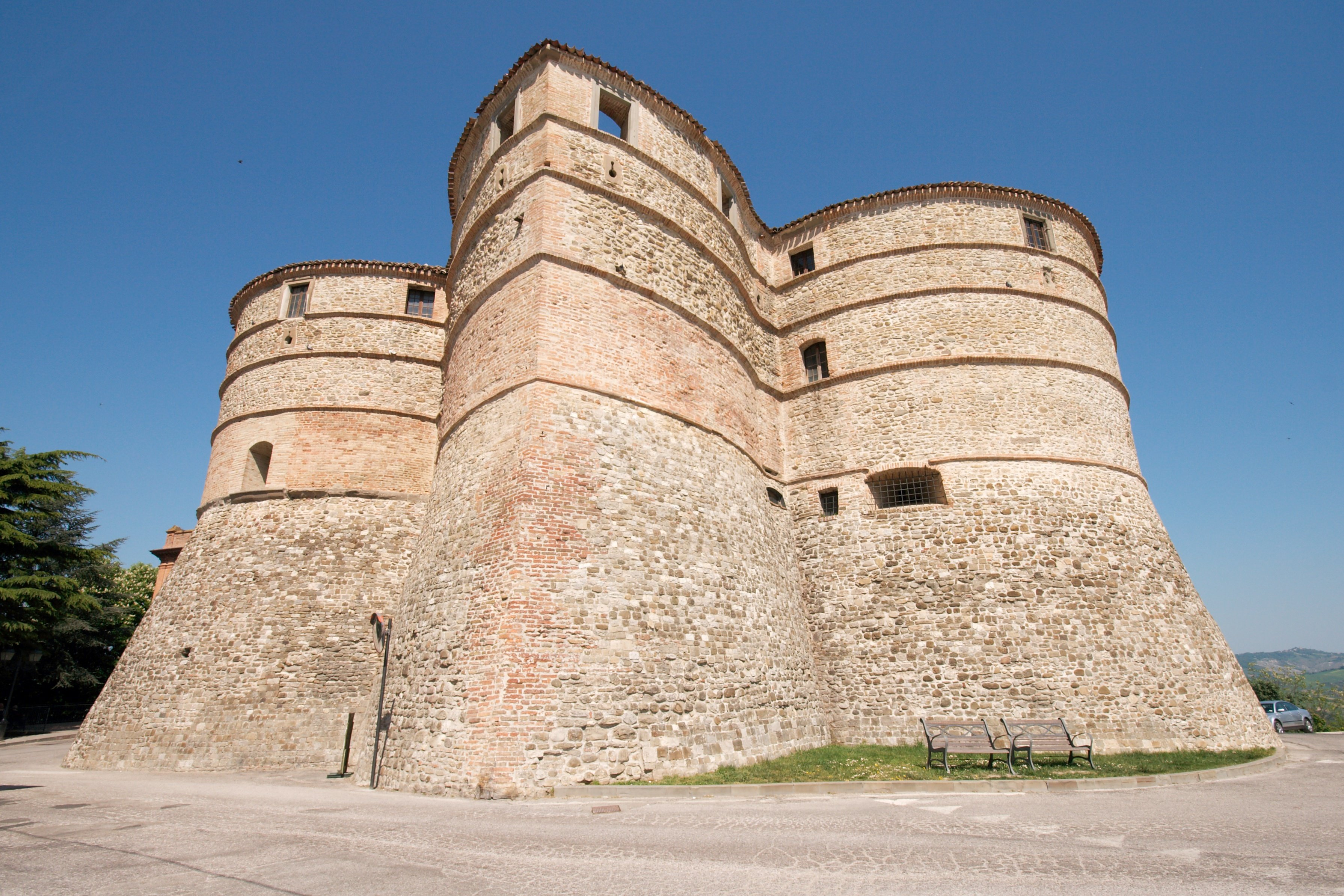
Замок Сассокорваро

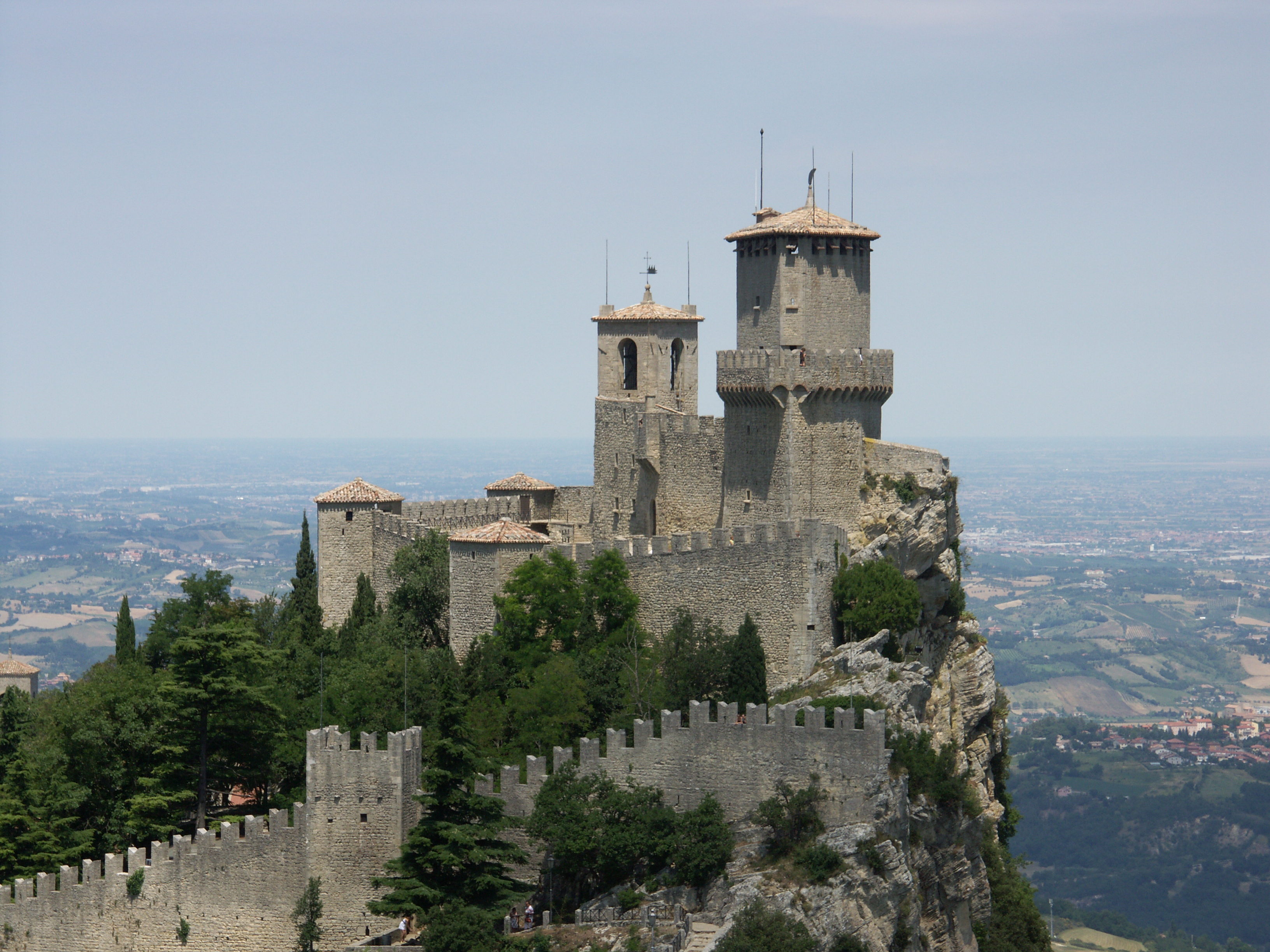
Вежа Гуаїта-у-Сан-Марино

На території Монтефельтро розташована велика кількість фортець та замків. Деякі з них належать до числа найвідвідуваніших в Італії. Найбільшою та найвеличнішою є фортеця Сан-Лео, розташована на верхівці скелі.
Також відомі:
- Замок Бельфорте-алл-Ізауро, який спроєктував італійський архітектор та військовий інженер Франческо ді Джорджо Мартіні;
- палацоборонного типу принципів Карпенья-Фалькон'єрі у Карпеньї;
- замок графів Оліва в центрі комуни П'яндімелето;
- фортеця Монте-Чериньоне, котра належала кондотьєрам роду Малатеста;
- вежі Сан-Марино, що розташовані у столиці республіки;
- замок Фрегосо в Сант-Агата-Фельтрія;
- замок кондотьєрів роду Малатеста в Серравалле;
- замок Сассокорваро, черепахо-подібної форми, який спроєктував Франческо ді Джорджо Мартіні;
- замок графів Петранголіні у Таволето.

## Провінція Масса-Каррара

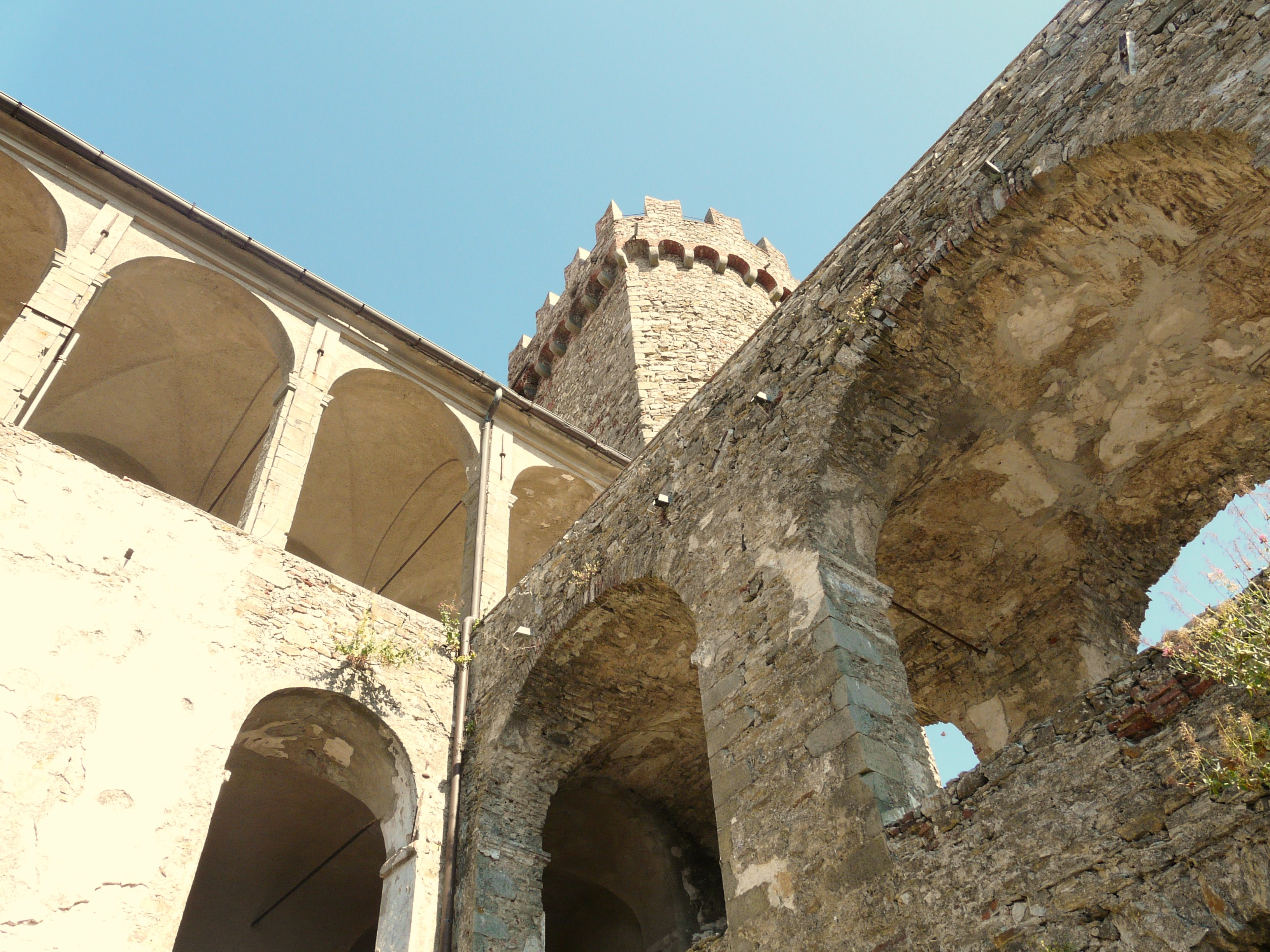
Замок Фосдівоно, Маласпіна (Castello di Fosdinovo)

- Замок ді-Бастія (Castello di Bastia)
- Замок Більоло (Castello Bigliolo)
- Замок ді-Фосдівоно, Маласпіна (Castello di Fosdinovo)
- Замок Маласпіна-ді-Каррара (Castello Malaspina di Carrara)
- Замок ді-Монті (Castello di Monti)
- Замок ді-Трескьєтто (Castello di Treschietto)

## Провінція Прато
- Замок дель-Імператоре (Castello dell'Imperatore)

## Провінція Сієна
- Замок ді-Белькаро (Castello di Belcaro)
- Замок Чотирьох веж (Castello delle Quattro Torri)

## Провінція Перуджа
- Скеля Паоліна (Rocca Paolina)

## Провінція Терні
- Замок ді-Альвіано (Castello di Alviano)
- Замок Поджо (Castello Poggio)
- Замок дей-Проденцані (Castello dei Prodenzani)
- Замок Сант-Анджело (Castello Sant'Angelo)

## Провінція Четі
- Палац барона, Аркі (Palazzo baronale), Archi
- Замок Маскьянтоніо, Казолі (Castello Masciantonio), Casoli
- Замок Кальдора (Castello Caldora), Civitaluparella
- Князівський замок (Castello Ducale of Crecchio, Crecchio)

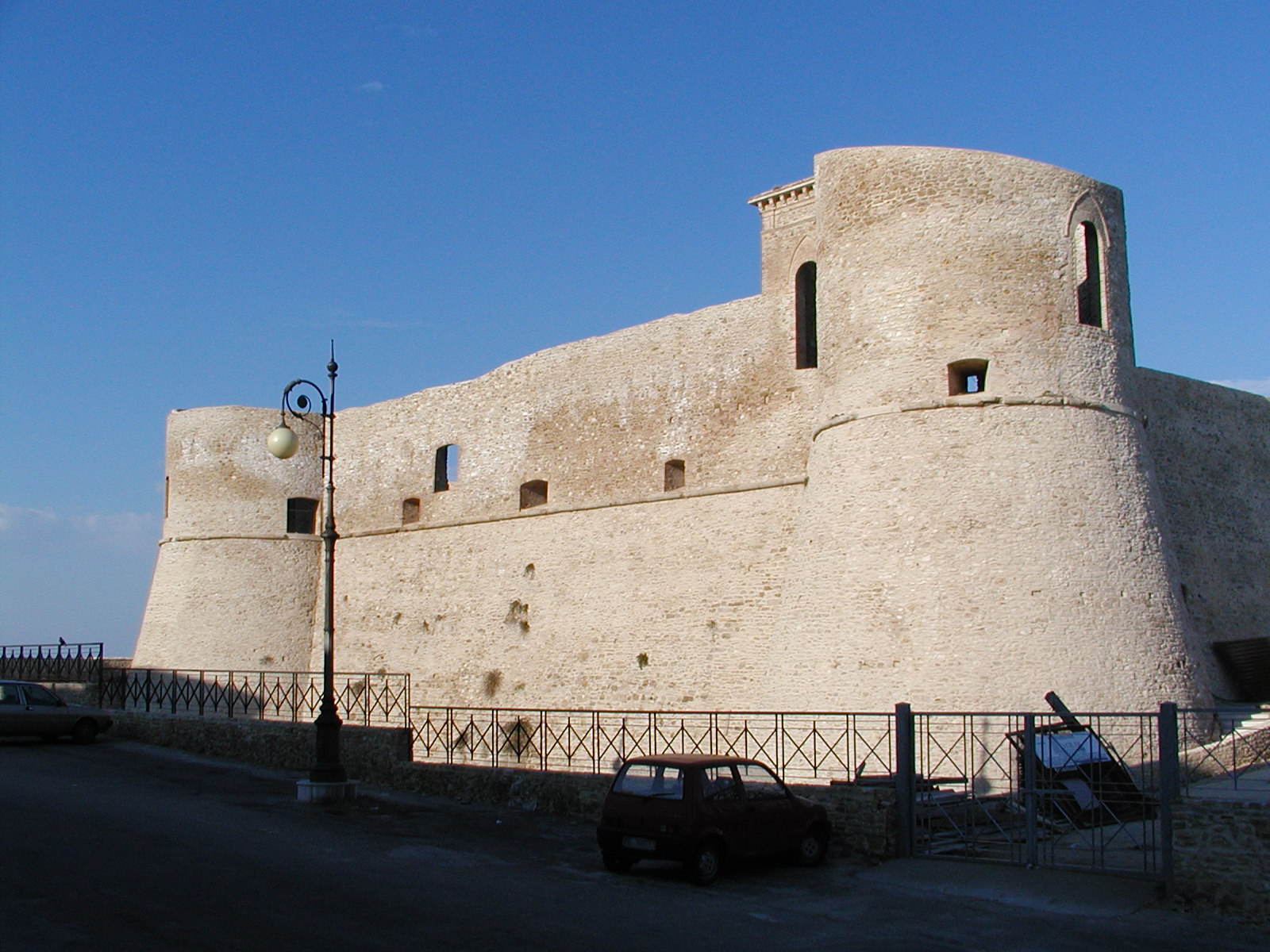
Арагонський замок, Ортона (Castello Aragonese, Ortona)

- Арагонський замок, Ортона (Castello Aragonese, Ortona)